# Okres Gulrypš
Okres Gulrypš je nižší územně-správní celek Abcházie, uznávaný jak abchazskou separatistickou vládou, tak centrální gruzínskou vládou v Tbilisi. Na západě sousedí s okresem Suchumi a na východě s okresem Očamčyra. Na severní straně sousedí s Ruskem a z jihu je omýván Černým mořem. Okresním městem je Gulrypš (3 910 obyvatel).

## Historie
Severovýchodní část okresu Gulrypš nazývaná soutěska Kodori byla v letech 1992–2008 obsazená gruzínskými jednotkami. V roce 2006 zde byla gruzínským prezidentem Michailem Saakašvilim zřízena nová oblast, tzv. Horní Abcházie. Byla to jediná oblast kterou ovládala autonomní republika Abcházie. V roce 2008 ji po bitvě v průsmyku Kodori obsadila abchazsko-ruská vojska.

## Seznam představitelů okresu Gulrypš
V čele okresní rady stáli:
| Pořadí | Jméno            | Od                | Do                                  |
| 1.     | Adgur Charazija  | 1993              | 18. prosinec 2002                   |
| 2.     | Tamaz Gogija     | 16. červen 2003   | 9. únor 2004                        |
| 3.     | Aslan Baratelija | 9. únor 2004      | 24. březen 2005 (1. funkční období) |
| 4.     | Michail Logva    | 24. březen 2005   | 26. září 2011                       |
| 5.     | Timur Ešba       | 14. prosinec 2012 | 23. říjen 2014                      |
| 6.     | Aslan Baratelija | 23. říjen 2014    | 14. únor 2023 (2. funkční období)   |
| 7.     | Said Charazija   | 14. únor 2023     | dosud                               |

## Demografie
V roce 1989 zde žilo 54 962 obyvatel, z nichž 52,8 % byli Gruzíni. Po válce v letech 1992–1993 bylo mnoho obyvatel donuceno odejít, šlo převážně o Gruzíny. Při sčítání lidu v roce 2003 zde žilo pouze 17 962 obyvatel a Gruzíni tvořili 4,5 %, ale do toho není zahrnutý průsmyk Kodori, který až do války v roce 2008 drželi Gruzínci. I přesto zde Abcházové dodnes nejsou největší etnickou skupinou, v roce 2011 jich zde bylo 33,6 % a v roce 2003 pouhých 27,2 %. Největší etnickou skupinu zde tvoří Arméni, kterých tu v roce 2003 bylo 52,2 % a v roce 2011 46,8 %.
| Rok  | Počet obyvatel | z toho %  | z toho % | z toho % | z toho % | z toho % | z toho %  |
| ---- | -------------- | --------- | -------- | -------- | -------- | -------- | --------- |
| Rok  | Počet obyvatel | Abchazové | Arméni   | Gruzíni  | Rusové   | Řekové   | Ukrajinci |
| 1989 | 54 962         | 2,4       | 25,3     | 52,8     | 13,9     | 2,0      | 1,7       |
| 2003 | 17 962         | 27,2      | 52,2     | 4,5      | 13,3     | 0,7      | 0,6       |
| 2011 | 18 032         | 33,6      | 46,8     | 4,6      | 11,4     | 0,7      | 0,9       |

## Seznam měst a obcí

### Sídla městského typu
- Gulrypš - okresní město

### Obecní centra
- Ažara
- Babyšira
- Bagbaran
- Cabal (Cebelda) - součástí jsou i někdejší samostatné selsověty Amtkjal, Azanta a Lata
- Dranda
- Kacikyt - součástí je i někdejší selsovět Dzydakvara
- Marchaul
- Mačara
- Pšap